# Автошлях Т 0221
Автошля́х Т 0221 — автомобільний шлях територіального значення у Вінницькому районі Вінницької області який з’єднує Немирів та Іллінці.
Загальна довжина шляху — 28,5 км.

## Маршрут
Автошлях проходить територією Немирівської та Іллінецької міських громад, Вінницького району через такі населені пункти:
| Автошлях Т 0221     |        |
| Вінницький район    |        |
| Немирівська громада |        |
| Немирів             | E50М12 |
| Подільське          |        |
| Іллінецька громада  |        |
| Жорнище             |        |
| Іллінці             | Р33    |